# Given to the Rising
Given to the Rising es el noveno álbum de estudio de la banda estadounidense Neurosis, lanzado el 5 de junio de 2007. El álbum estuvo disponible enempaque estándar, una edición digipak limitada y en una edición limitada doble en formato vinilo, todas con el mismo número de canciones. Decibel Magazine posicionó a Given to the Rising en el número 76 de los mejores álbumes de la década. Se filmó un DVD documental, lanzado a través de Neurot Recordings. El arte de la portada del álbum fue diseñado por Josh Graham, el cual es una mezcla de fotografías de la plaza de los héroes en Budapest así como dibujos inspirados en el lugar. El guitarrista Steve Von Till y Josh Graham tenían ideas contrarias sobre utilizar la Plaza de los Héroes como un recurso para la portada.

## Estilo musical
El álbum ha sido descrito por la crítica como el más pesado y agresivo de todos sus álbumes hasta el momento, mostrando un "enfoque más directo y contundente", dando como resultado "su mejor grabación desde 'Times Of Grace'"

## Recepción
El álbum fue aclamado ampliamente desde su lanzamiento. D. Shawn Bosler dePitchfork describió el álbum como "su mejor material de la década." Thom Jurek de AllMusic lo elogió como "un álbum infernal, mejor de lo que se podía esperar, el cual ocupa uno de los momentos más altos en su carrera."

## Lista de canciones
| N.º | Título                         | Duración |  |
| 1.  | «Given to the Rising»          | 8:55     |  |
| 2.  | «Fear and Sickness»            | 7:13     |  |
| 3.  | «To the Wind»                  | 7:38     |  |
| 4.  | «At the End of the Road»       | 8:25     |  |
| 5.  | «Shadow»                       | 2:26     |  |
| 6.  | «Hidden Faces»                 | 5:33     |  |
| 7.  | «Water Is Not Enough»          | 7:03     |  |
| 8.  | «Distill (Watching the Swarm)» | 9:13     |  |
| 9.  | «Nine»                         | 2:28     |  |
| 10. | «Origin»                       | 11:48    |  |

## Créditos
Neurosis
- Scott Kelly – voz, guitarra
- Dave Edwardson – bajo, segunda voz
- Jason Roeder – batería, percusiones
- Steve Von Till – guitarra, voz
- Noah Landis – teclados, sintetizadores, efectos, segunda voz

Personal técnico
- Steve Albini – producción, masterización
- John Graham – arte y diseño

## Posición en listas
| Listas (2007)            | Posición alcanzada |
| ------------------------ | ------------------ |
| EU Billboard Heatseekers | 31                 |